# Калифорнийская академия наук

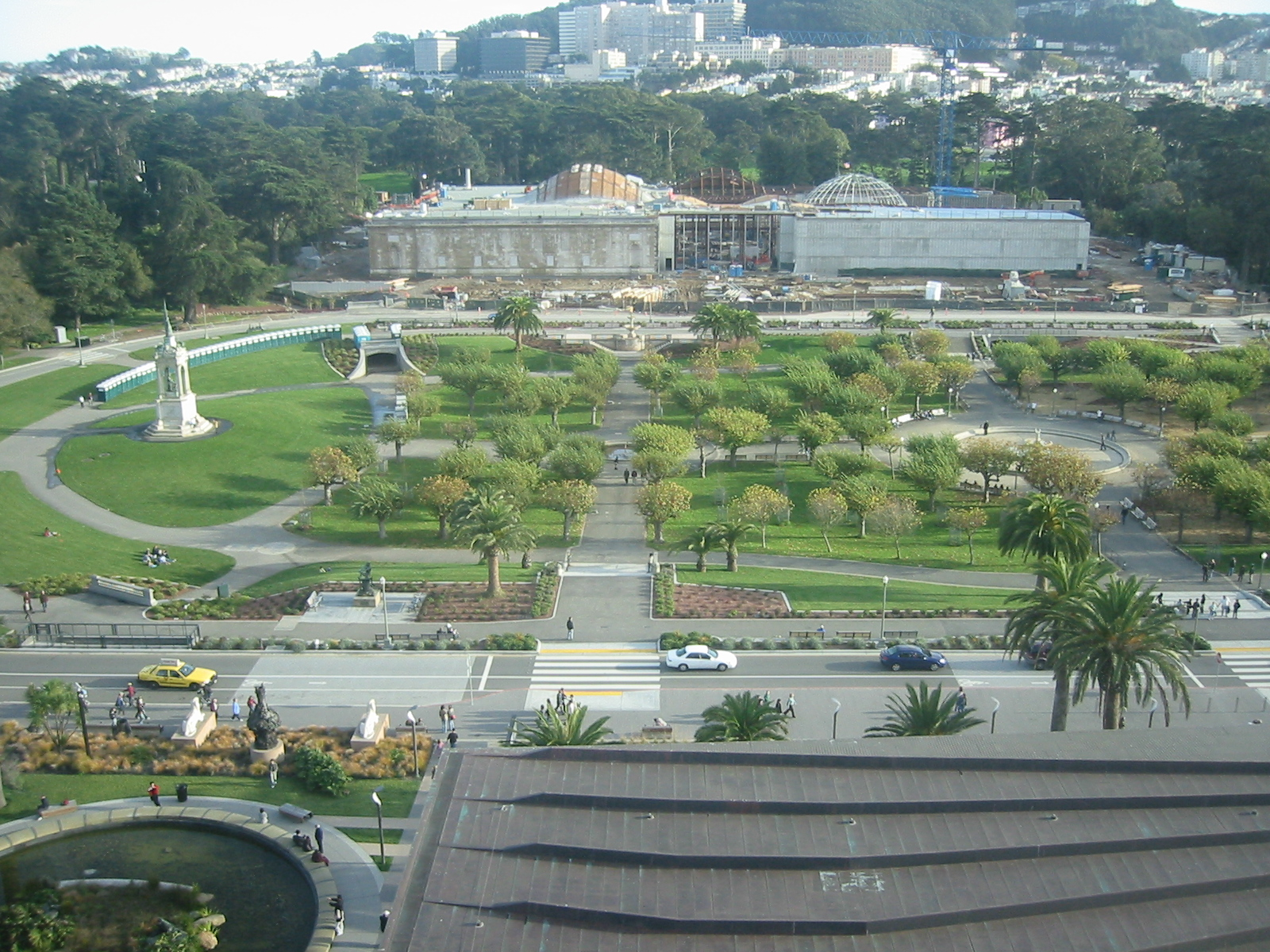
Вид на академию

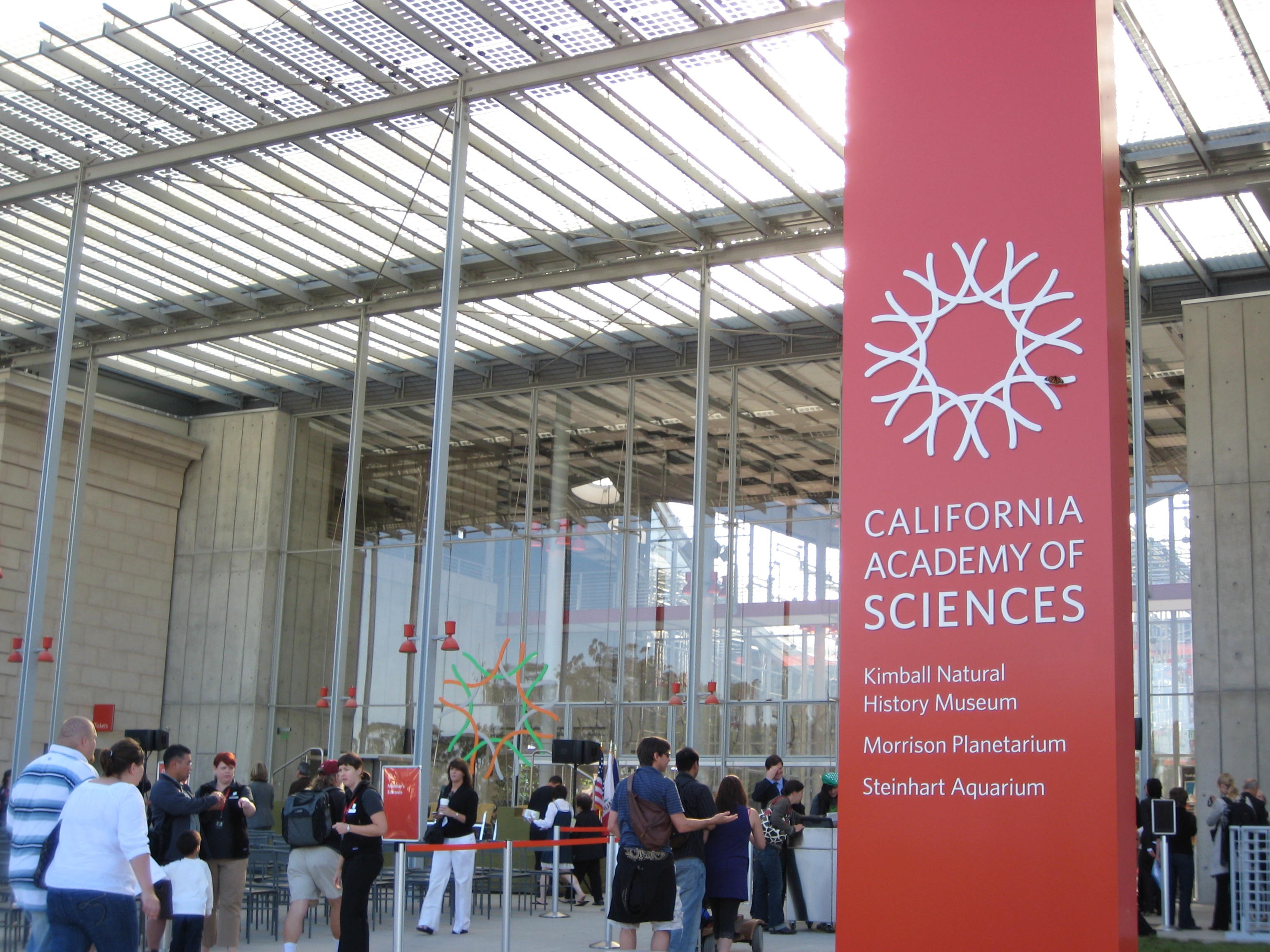
У входа в главное здание

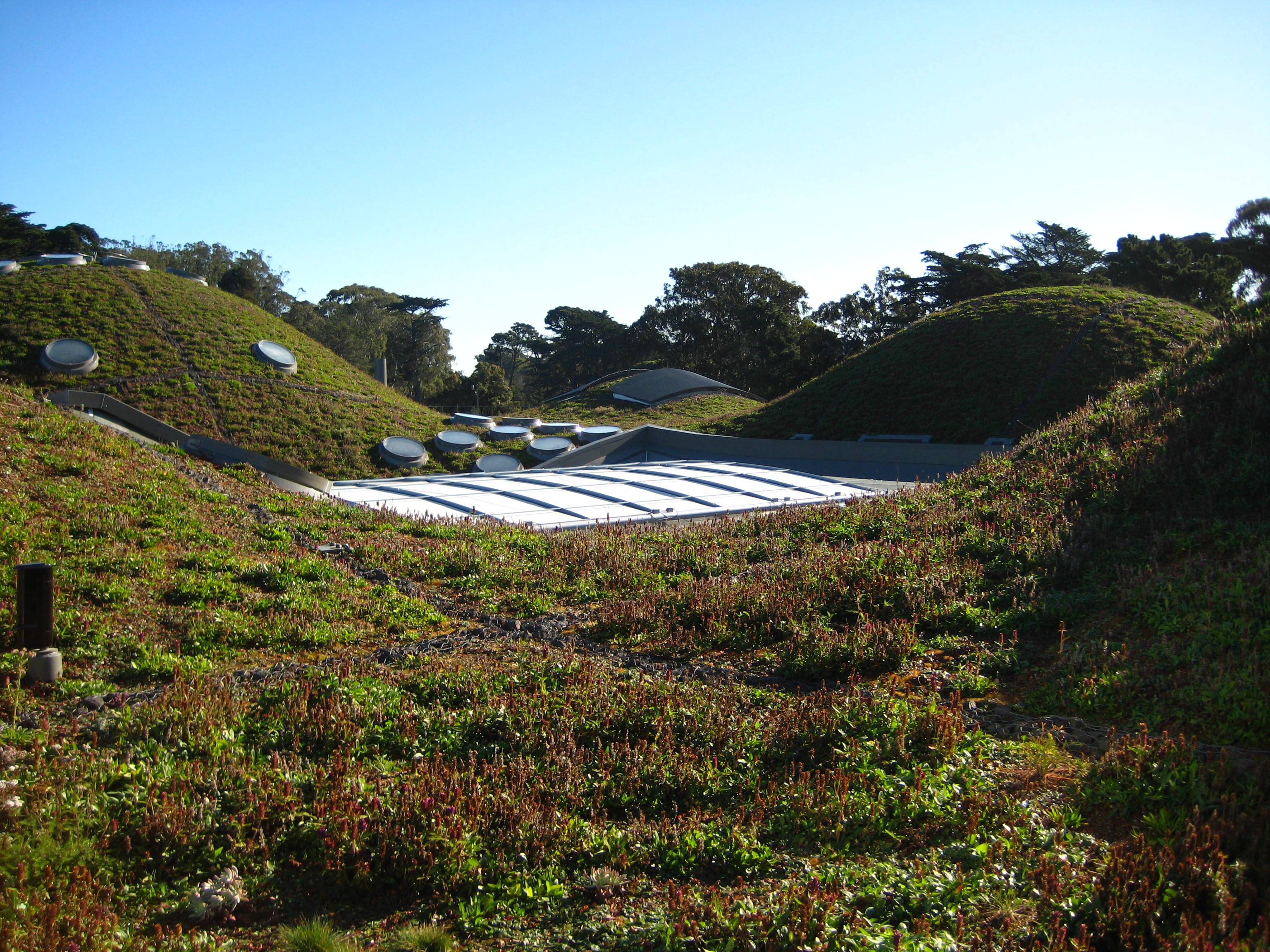
Зелёная крыша музея

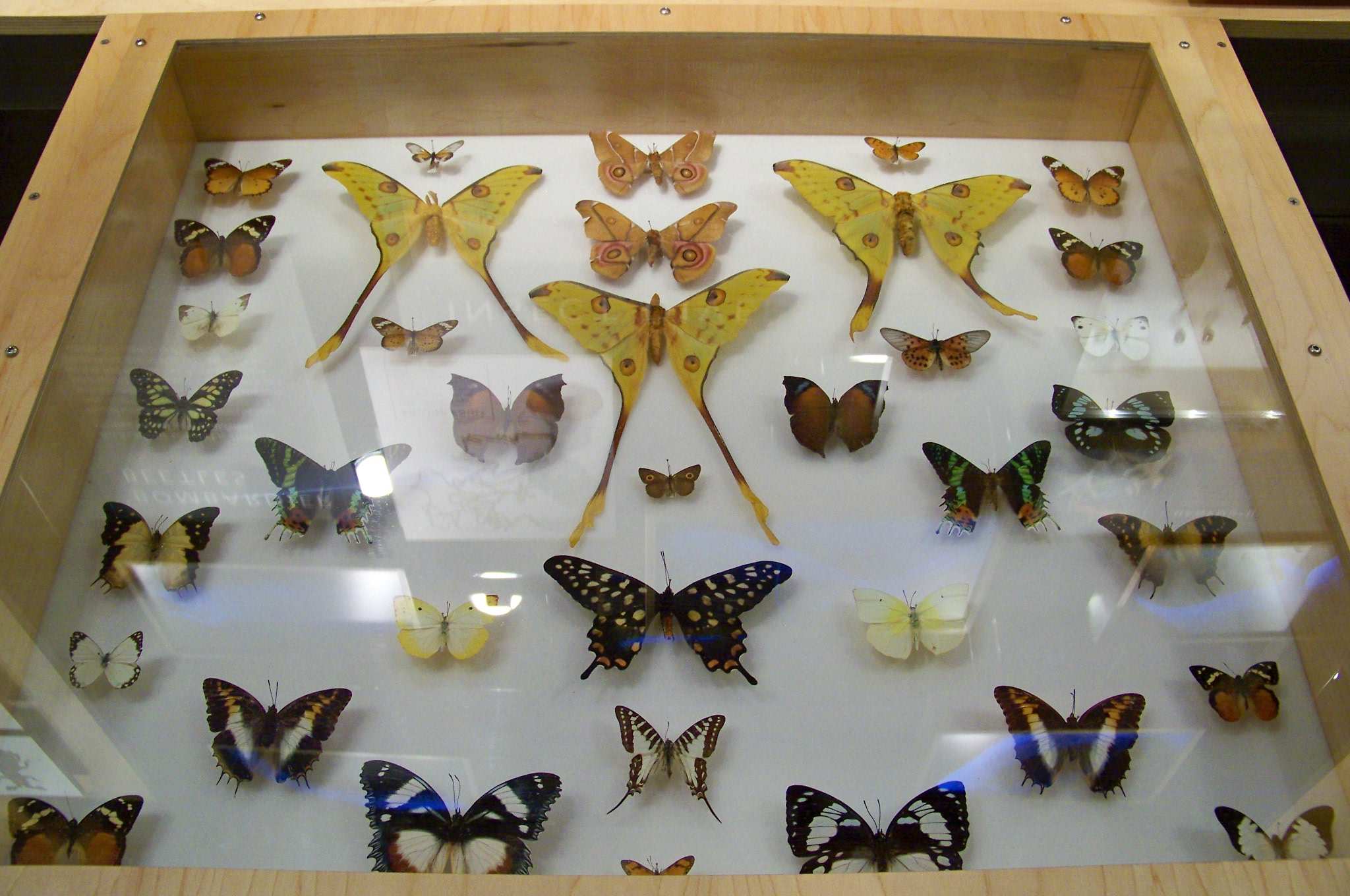
Коллекция бабочек

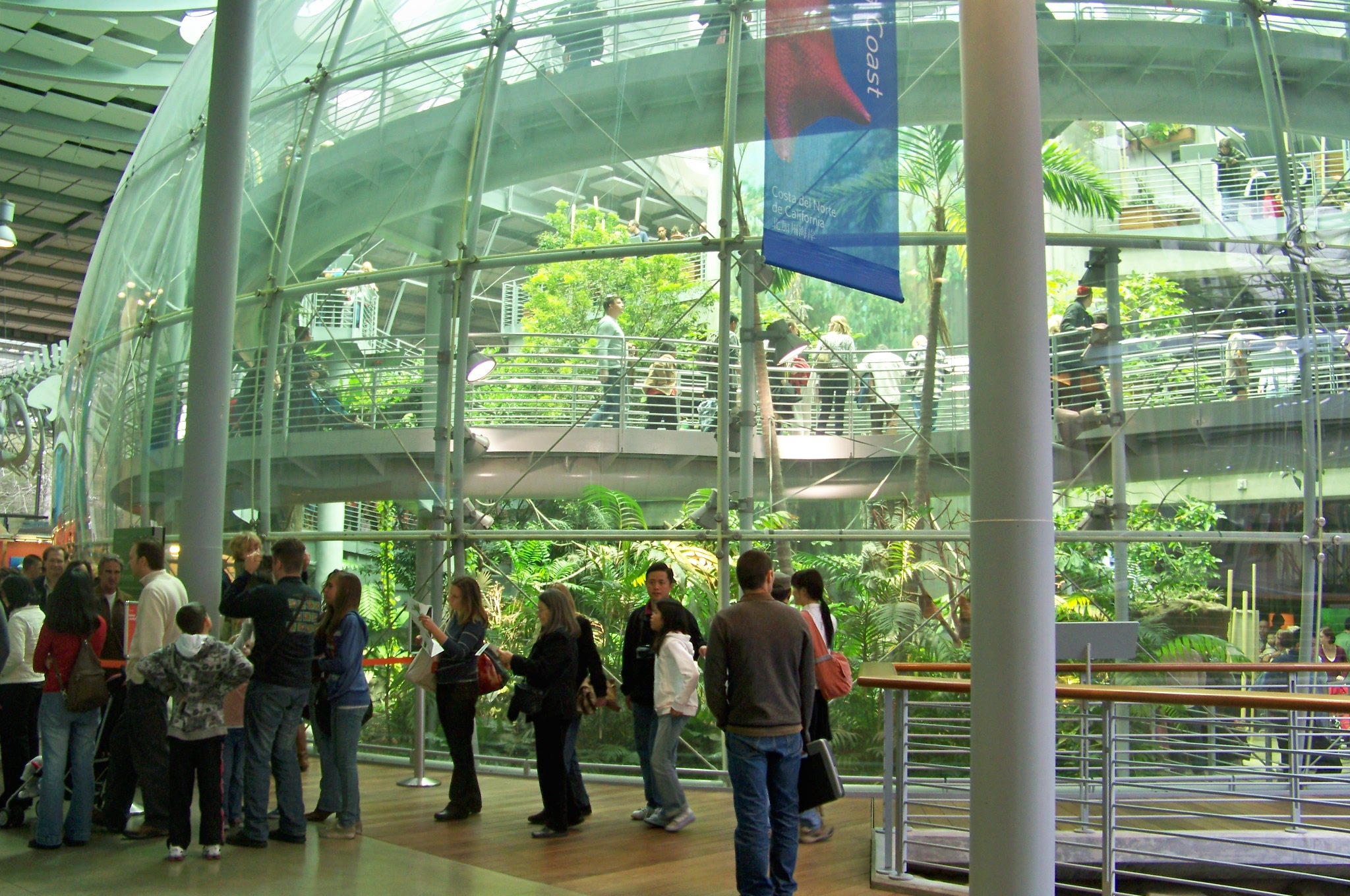
Биодом

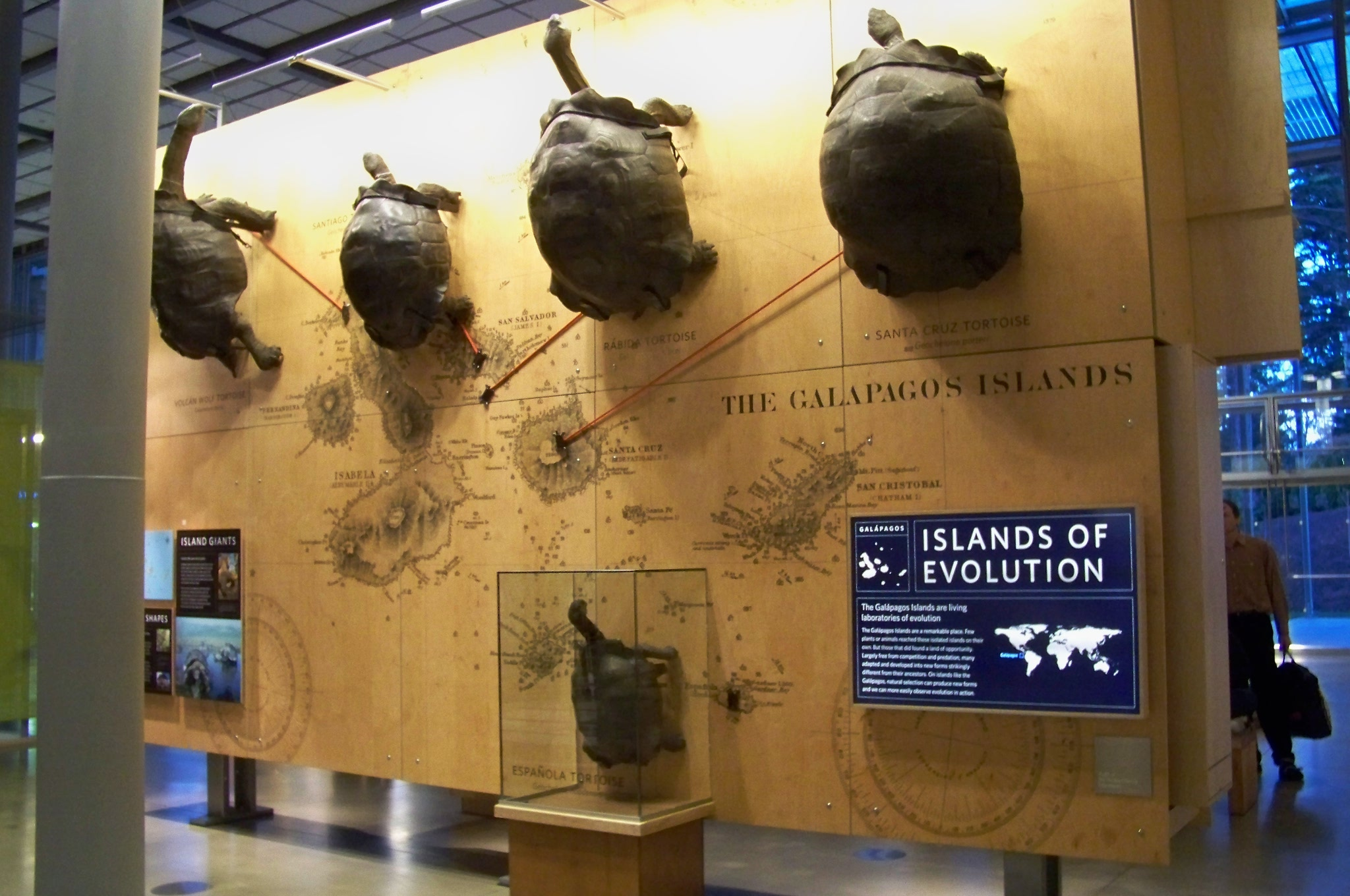
Галапагосские черепахи

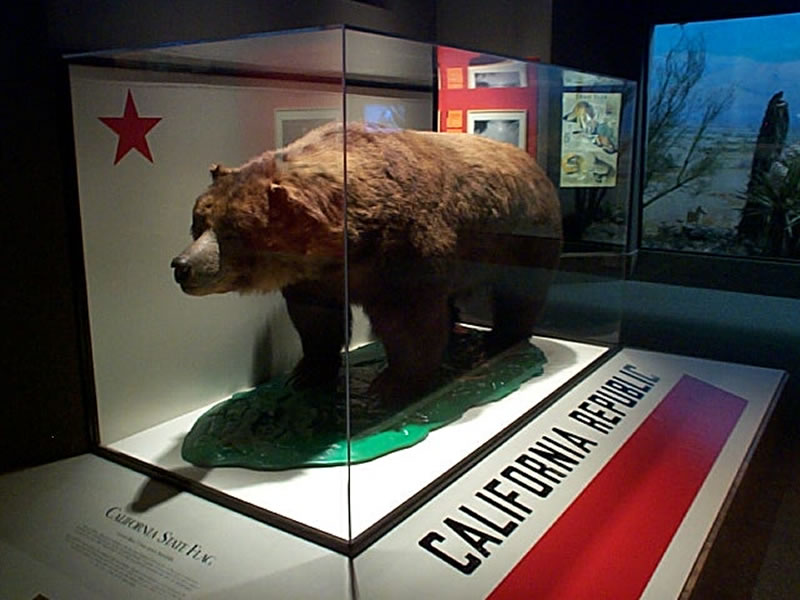
Символ Калифорнии. Чучело медведя «Монарха», который послужил прообразом зверя, изображённого на флаге штата. После смерти медведя в 1911 году сделанное из него чучело было выставлено в Калифорнийской академии наук.

Калифорнийская академия наук (англ. California Academy of Sciences) — научная организация США, существующая в виде крупного музея естественной истории (парк «Золотые ворота», Сан-Франциско, Калифорния). Создана в 1853 году. Занимается научными исследованиями, выставками и просветительской деятельностью. Полностью перестроенное новое здание было открыто 27 сентября 2008 года в Golden Gate Park в Сан-Франциско.

## История
Академия была основана в 1853 году под названием The California Academy of Natural Sciences спустя 3 года после вхождения Калифорнии в состав США и стала первой организацией подобного рода на всём Западе государства. Целью её было объявлено систематическое изучение природы и сбор коллекций. В 1868 году академия была переименована и получила современное название.
Первый официальный музей академии был открыт в 1874 на углу улиц California и Dupont Streets (сейчас это Grant Avenue) в микрорайоне, ныне известном как Чайна-таун, посещаемость составляла до 80 000 человек в год. Учитывая свою увеличивающуюся популярность, академия переместилась в новое и большее здание на Market Street в 1891 году, чему способствовал филантроп Джеймс Лик, известный магнат недвижимого имущества Сан-Франциско, предприниматель XIX века. Однако спустя 15 лет крупнейшее землетрясение в Сан-Франциско (1906) разрушило всю улицу, включая здание академии. Погибла половина населения города, многие здания были разрушены, среди них и библиотека и коллекционное собрание академии. Удалось сохранить лишь часть книг, отчёты членов академии и 2000 типовых экземпляров.
В 1916 году академия переехала в здание North American Hall of Birds and Mammals в парке «Золотые ворота» (Golden Gate Park), ставшее их новым домом. В 1923 году добавился Steinhart Aquarium, а в 1934 появился Simson African Hall. В послевоенные годы строительство расширилось, появились новые здания: Science Hall (добавился в 1951 году), Morrison Planetarium (1952; этот планетарий стал 7-м крупнейшим планетарием в США); Malliard Library, Eastwood Hall of Botany, Livermore Room (все в 1959); Cowell Hall (1969). Новое землетрясение 1989 года нанесло очередной урон зданиям академии, часть которых была разрушена. В связи с этим было принято решение построить новое здание, которое было открыто 27 сентября 2008 года в парке «Золотые ворота» в Сан-Франциско.
Новое крупное здание, построенное в парке «Золотые ворота» (Сан-Франциско, Калифорния) за 10 лет и 500 млн долларов, включает не только научные, офисные, административные и музейные отделения, но и аквариум, планетарий, научный архив, библиотеку, ботанический сад, лекционный зал, 3D-кинотеатр, два ресторана, Naturalist Center, террасу с газонами на крыше (так называемая зелёная крыша), птичий вольер, магазины. Благодаря новейшему по конструкции зданию Академия является одним из самых современных музеев в мире.

## Исследования
Академия проводит исследования в разных областях науки, главным образом это антропология, морская биология, ботаника, энтомология, герпетология, ихтиология, зоология беспозвоночных, териология, орнитология, другие разделы биологии. Геологические и экологические исследования также имеет давнюю историю в академии, с особым вниманием к палеонтологии и биологическому разнообразию и систематике.
- Научные Отделения Академии
  - Department of Anthropology — исследование эволюции человека и разнообразие культур от древнейших до современных[8].
  - Department of Aquatic Biology — исследование биологии и эволюции водных животных.
  - Department of Botany — исследование биологии и разнообразия растений планеты.
  - Department of Entomology — исследование насекомых и других членистоногих. Основан в 1862 году[9]. Здесь хранится около 10 млн экземпляров всех отрядов насекомых, представляющие 250 000 видов. Среди них 18 300 типовых экземпляров новых видов. Все экземпляры и этикетки некоторых семейств полностью сфотографированы и доступны, например, для муравьёв (Formicidae, Hymenoptera), жужелиц (Carabidae, Coleoptera), Therevidae (Diptera), Acroceridae (Diptera)[10].
  - Department of Herpetology — исследование амфибий и рептилий.
  - Department of Ichthyology — исследование рыб (здесь хранится 3-я крупнейшая в Северной Америке коллекция рыб).
  - Department of Invertebrate Zoology and Geology — исследует зоологию беспозвоночных, геологию, палеонтологию[11].
  - Department of Ornithology & Mammalogy — исследует птиц и млекопитающих (здесь хранится одна из крупнейших в мире коллекций морских млекопитающих и 135 000 птиц и млекопитающих, в том числе 96 000 экз. птиц, 28 500 экз. млекопитающих и 11 000 яиц и гнёзд)[12].
  - Center for Applied Biodiversity Informatics[13]
  - Center for Comparative Genomics — центр сравнительной геномики основан в 2008 году и состоит из трёх лабораторий: Genomics Sequencing Lab, CryoCollection, Computing Resources[14].
  - Academy Library — научная библиотека[15].

## Публикации
- The Proceedings of the California Academy of Sciences — издаются с 1854 года. В 2010 году вышел 61 том.
- Occasional Paper. Scientific Publications of the California Academy of Sciences — издаются с 1854 года. В 2010 году вышел 158 том.
- Memoirs of the California Academy of Sciences

## Галерея

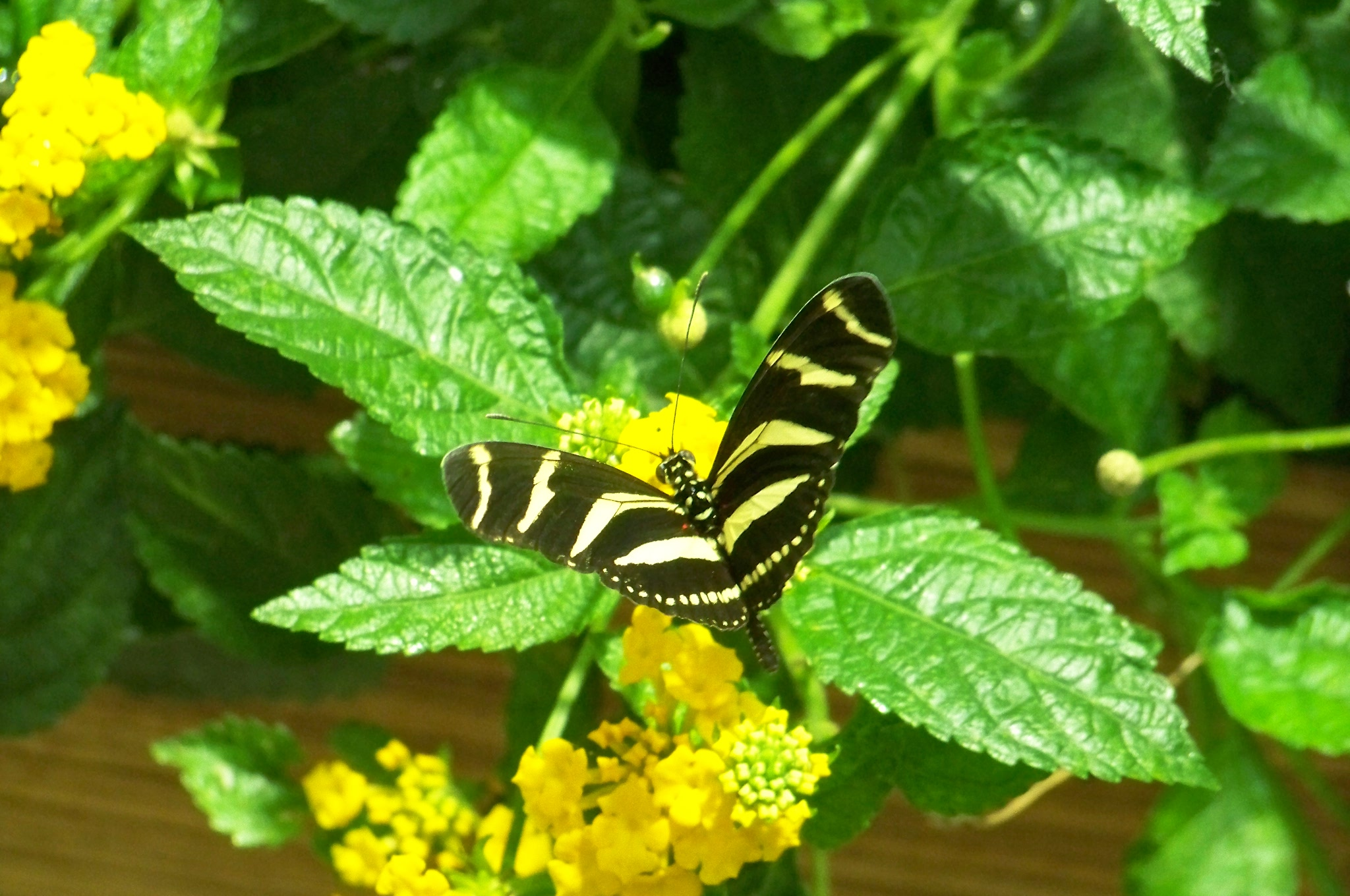
Бабочка в Биодоме
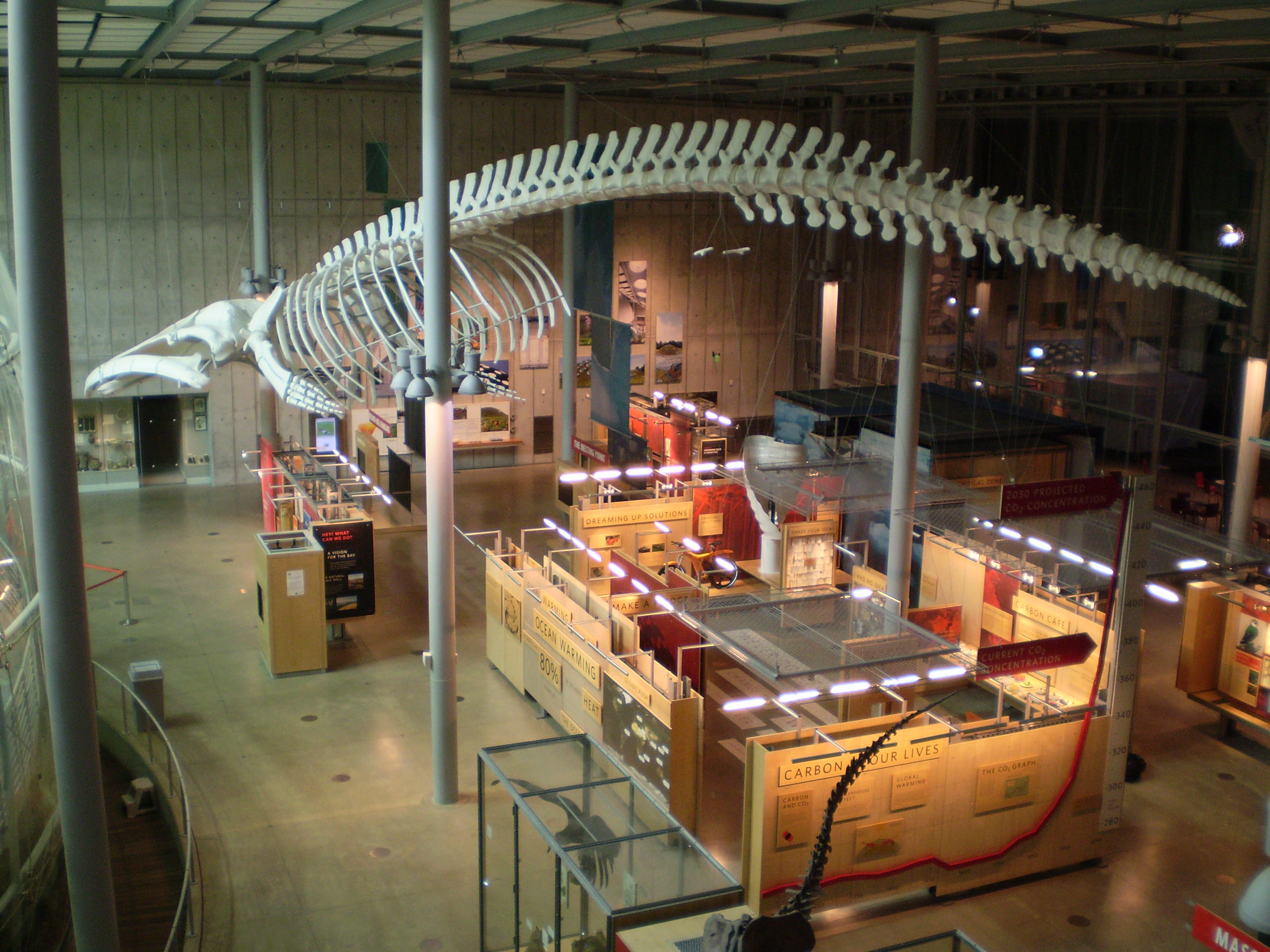
Скелет кита
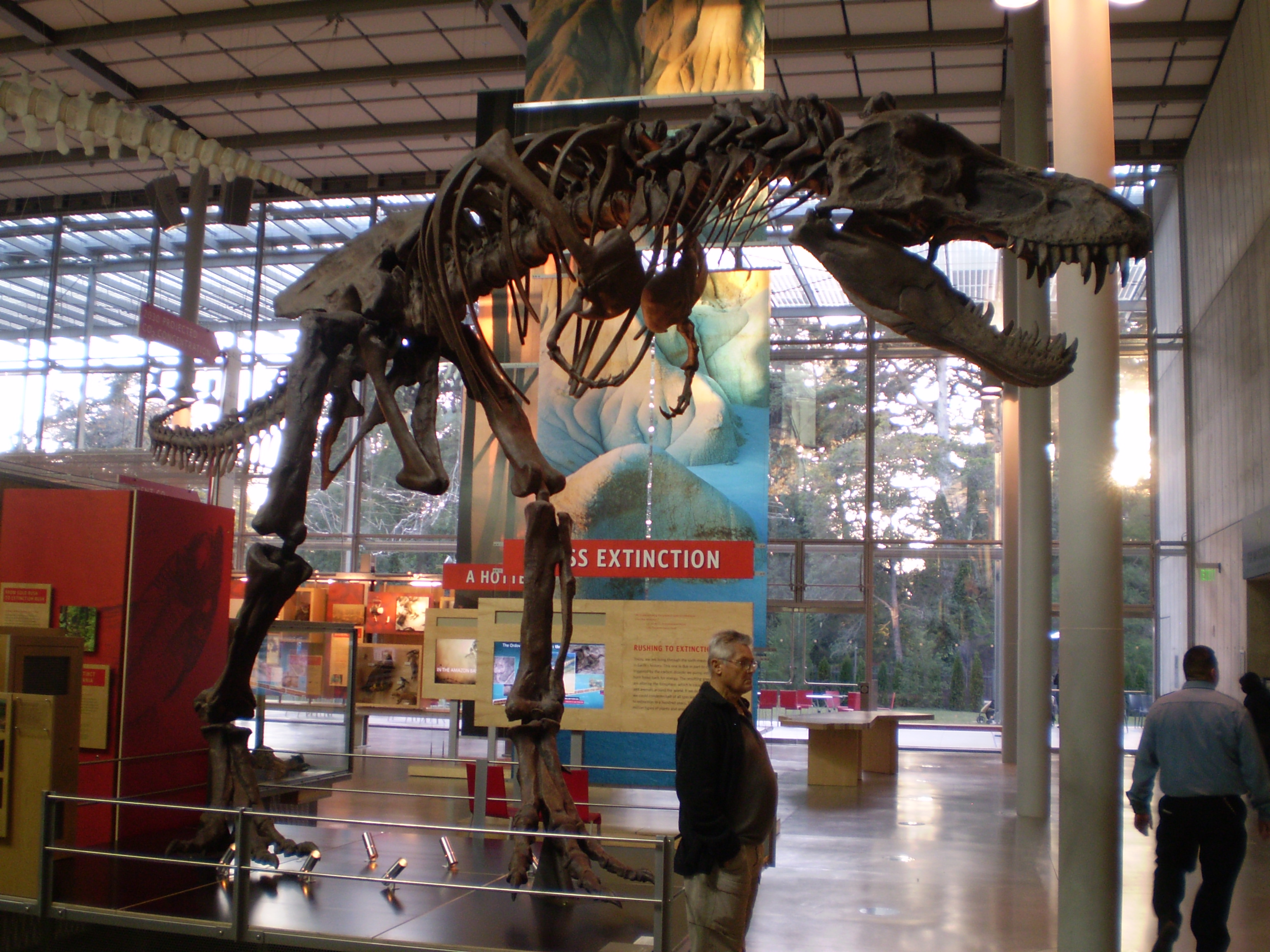
Тираннозавр рекс
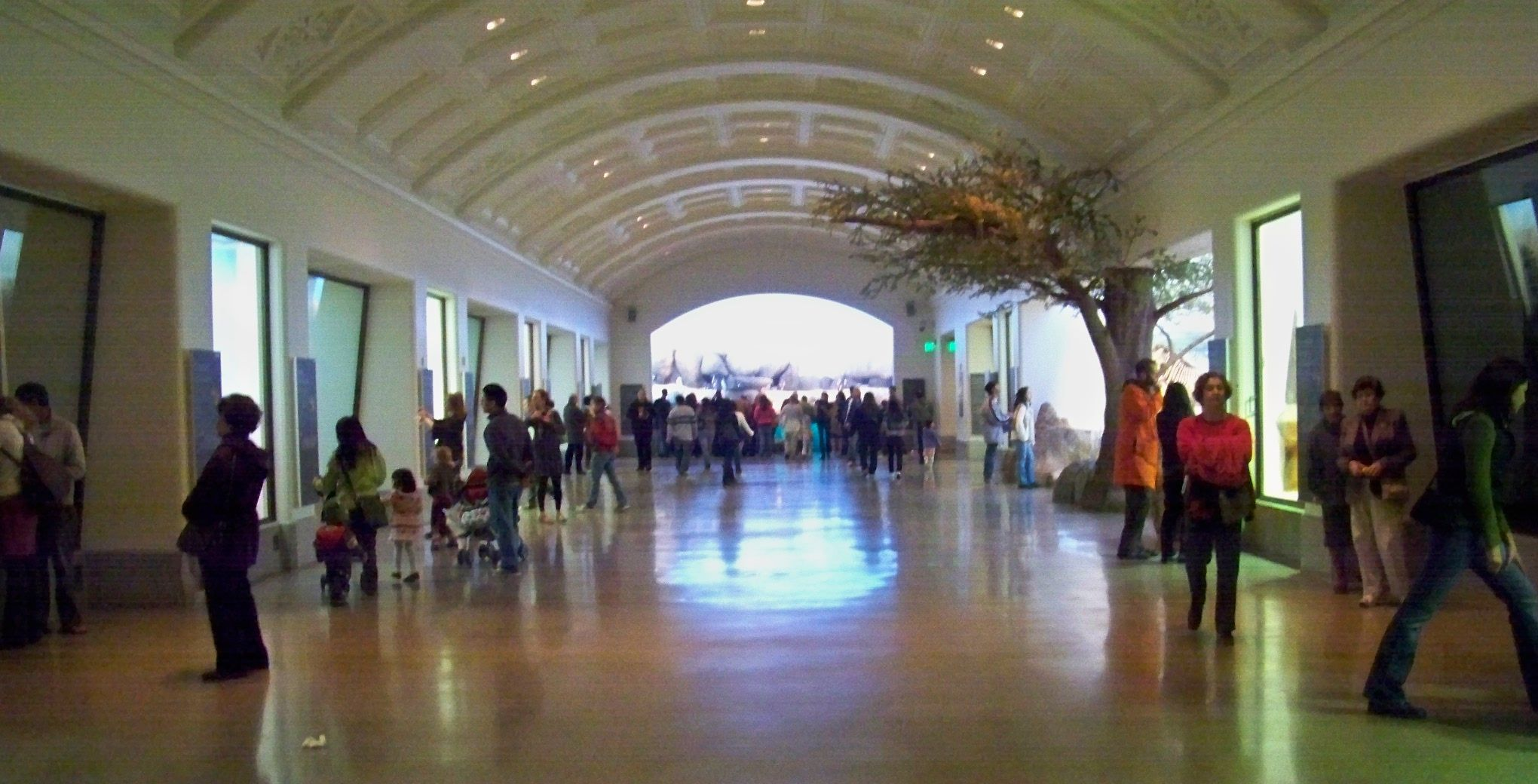
African Hall
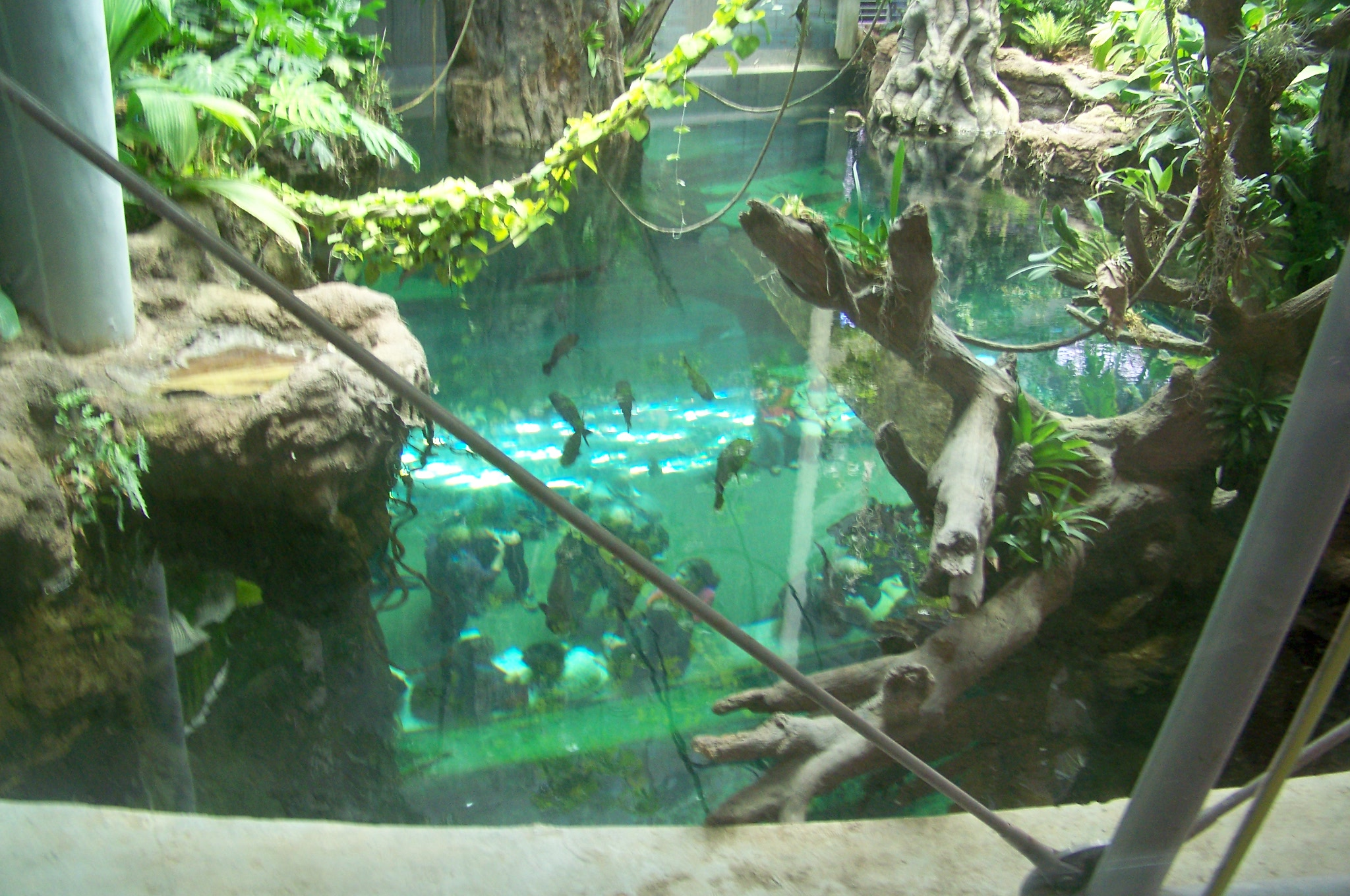
Первый этаж Биодома
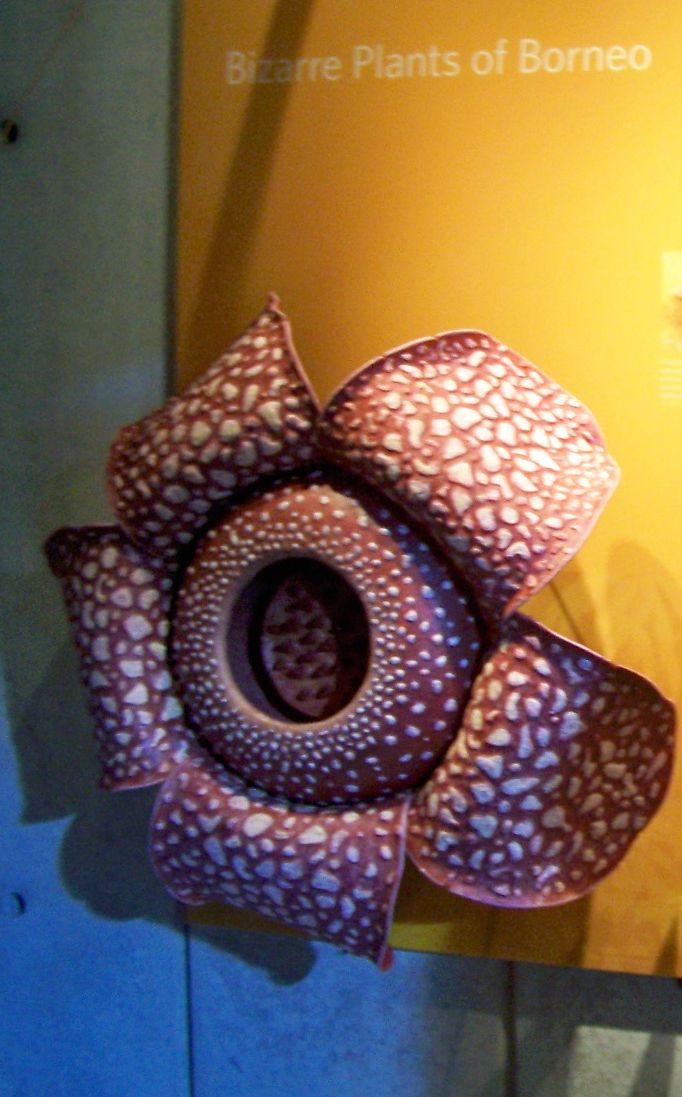
Раффлезия
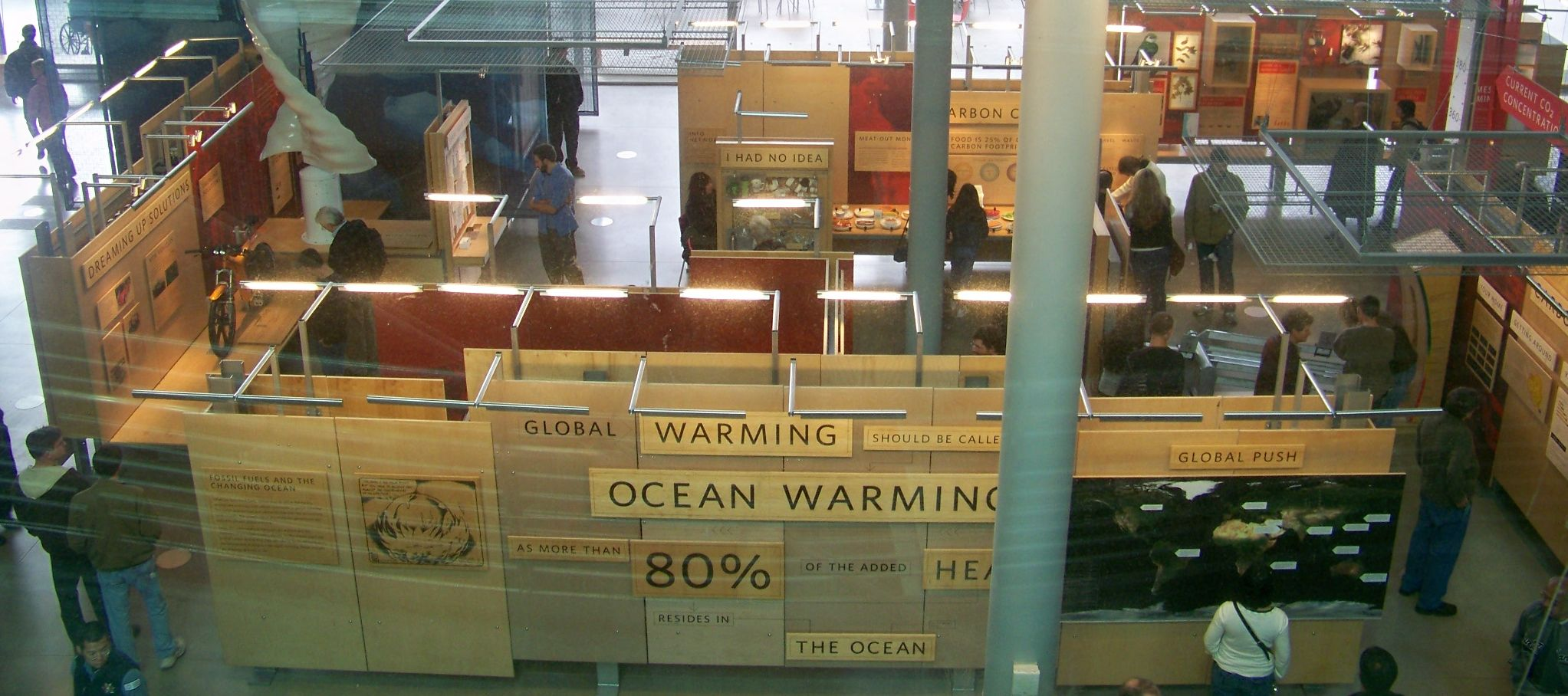
Выставочная зона
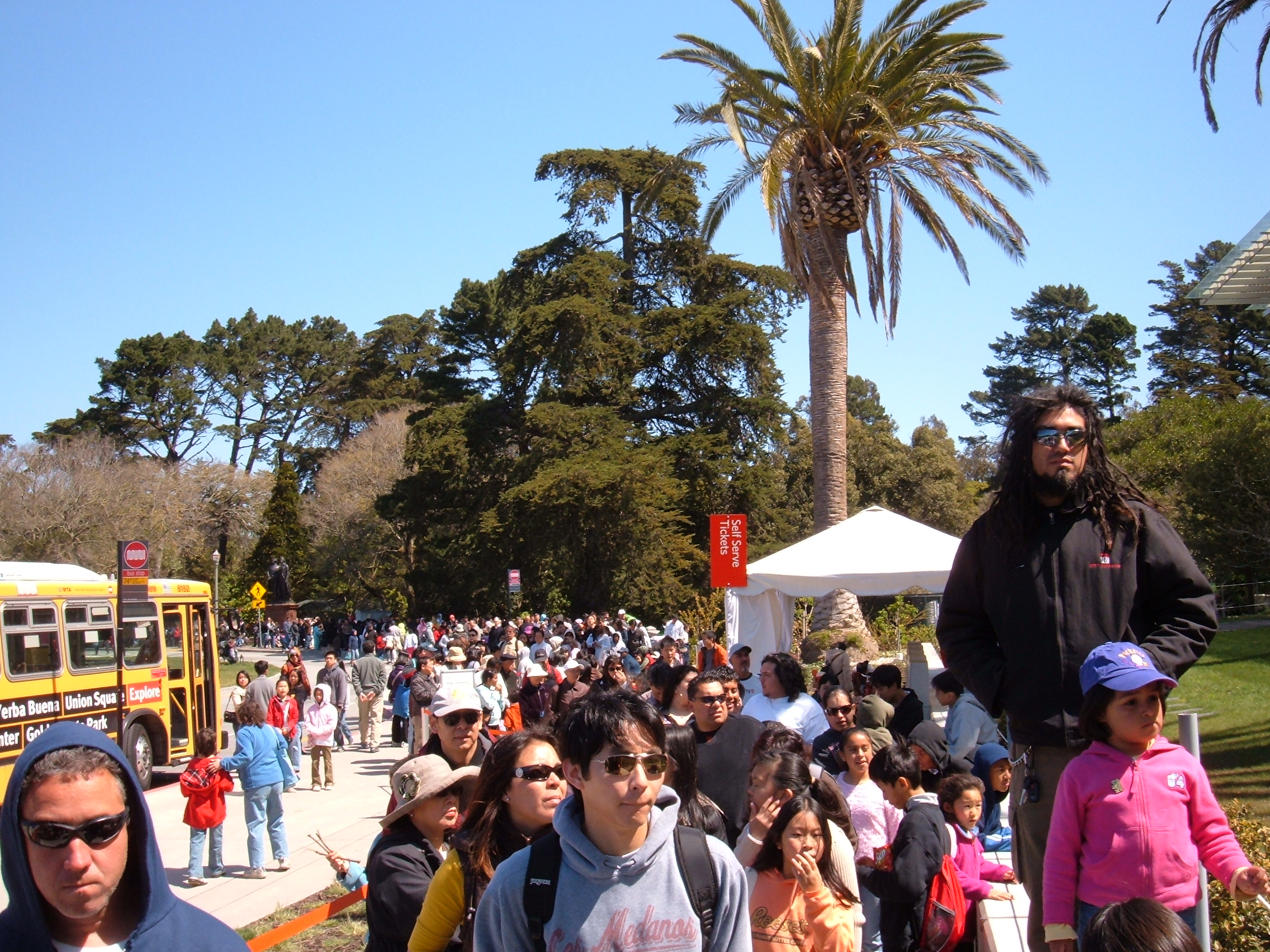
Посетители
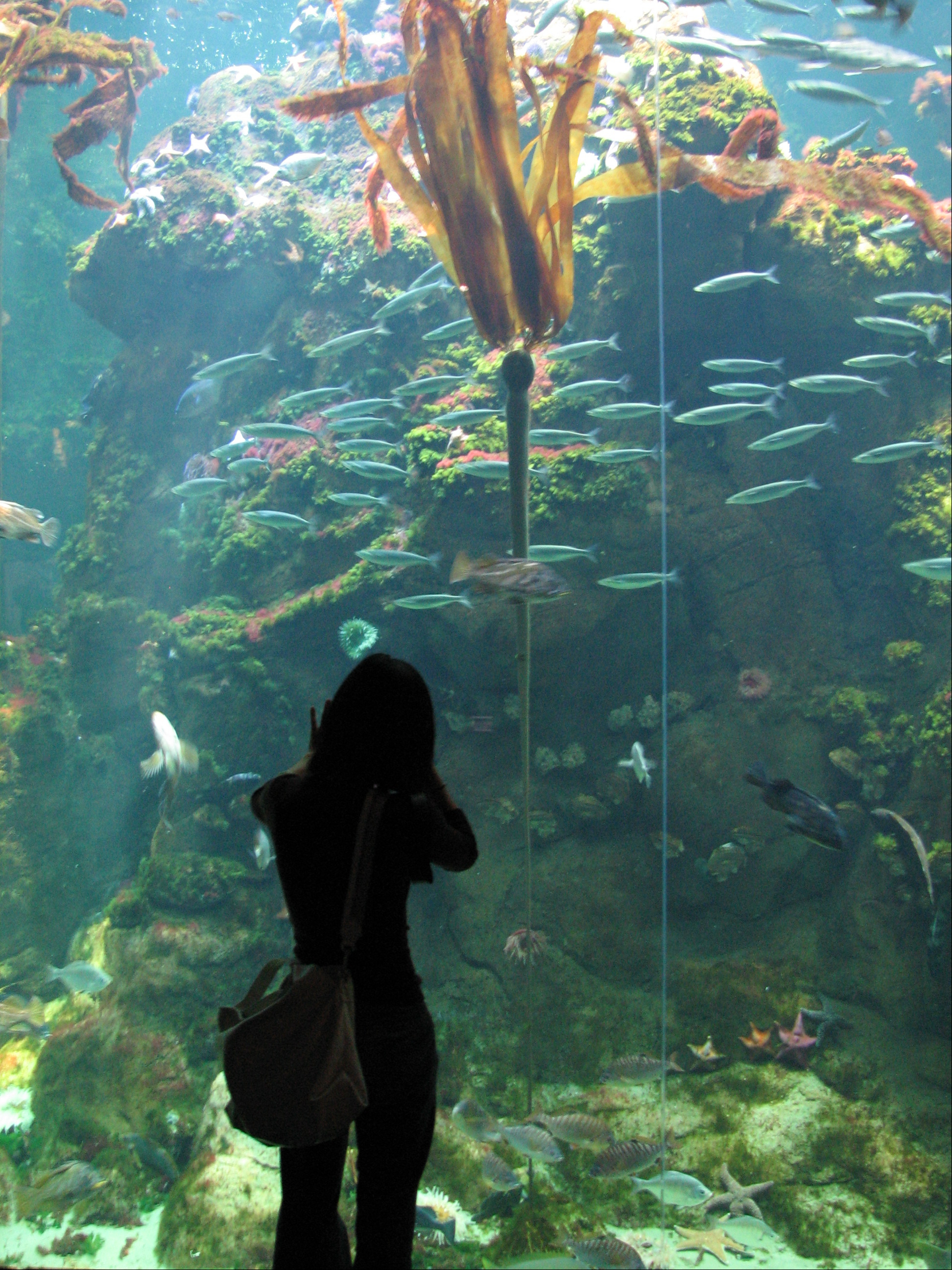
Бурые морские водоросли (Nereocystis[англ.])
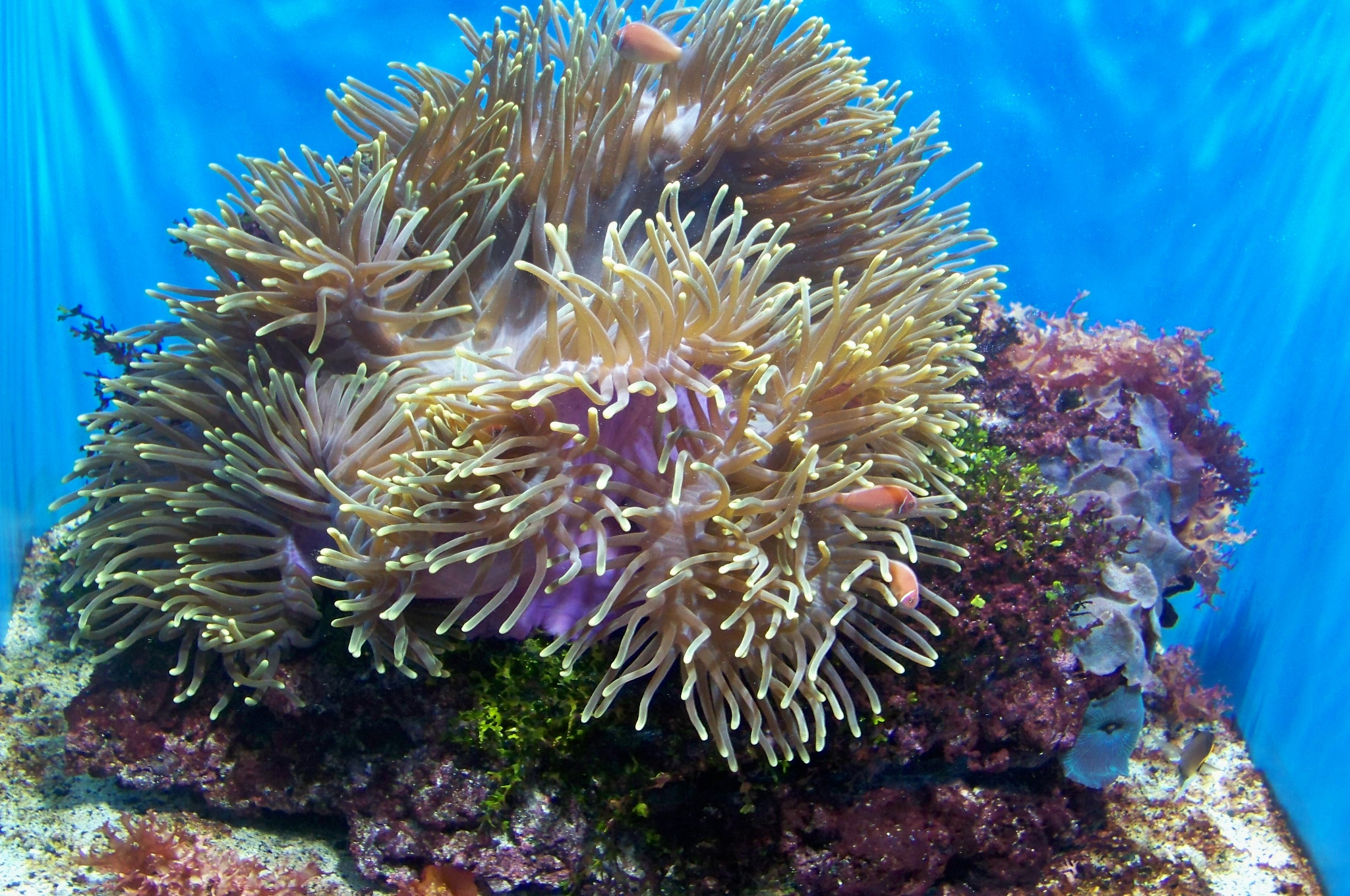
Кораллы
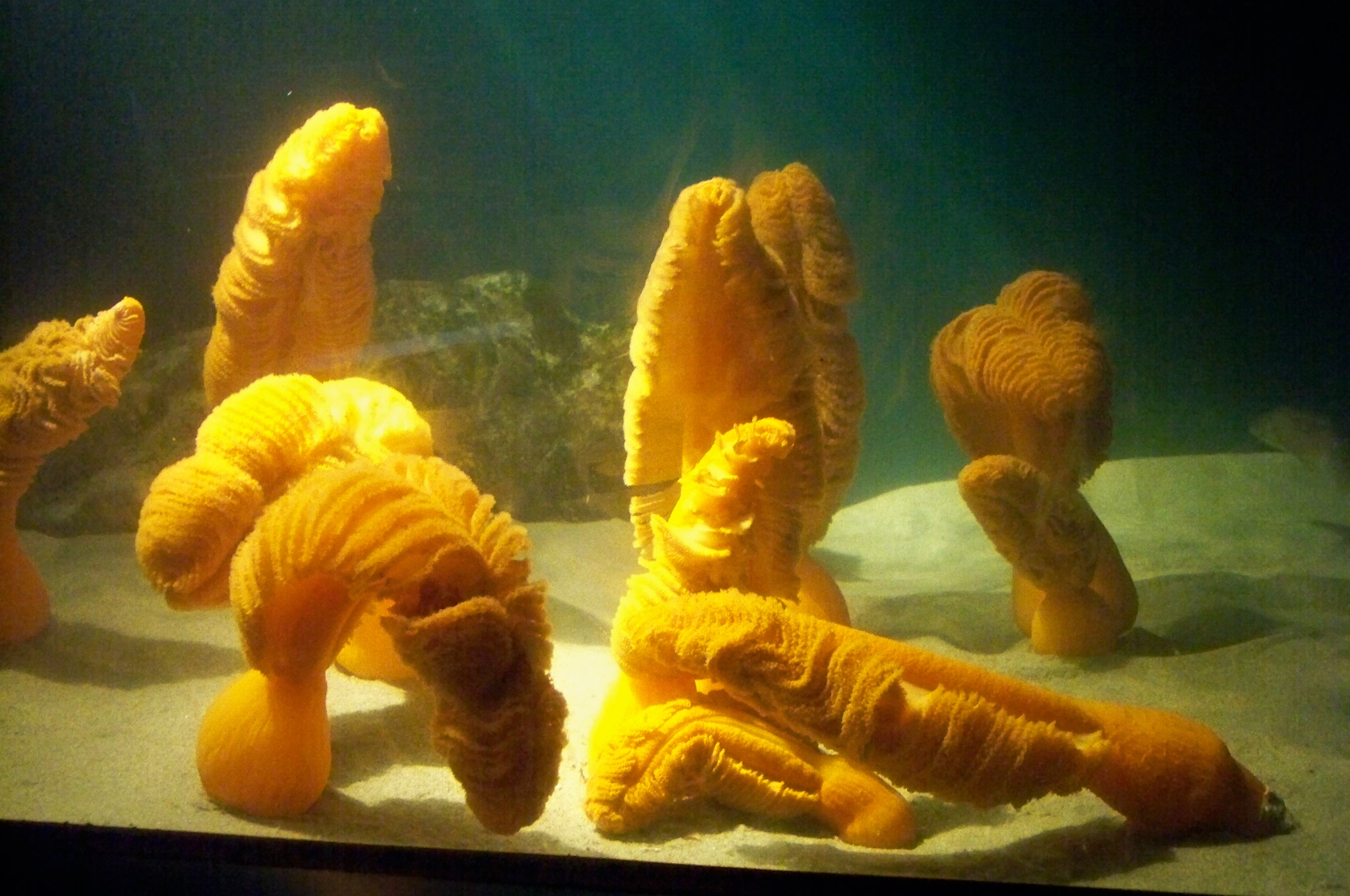
Аквариум и его обитатели
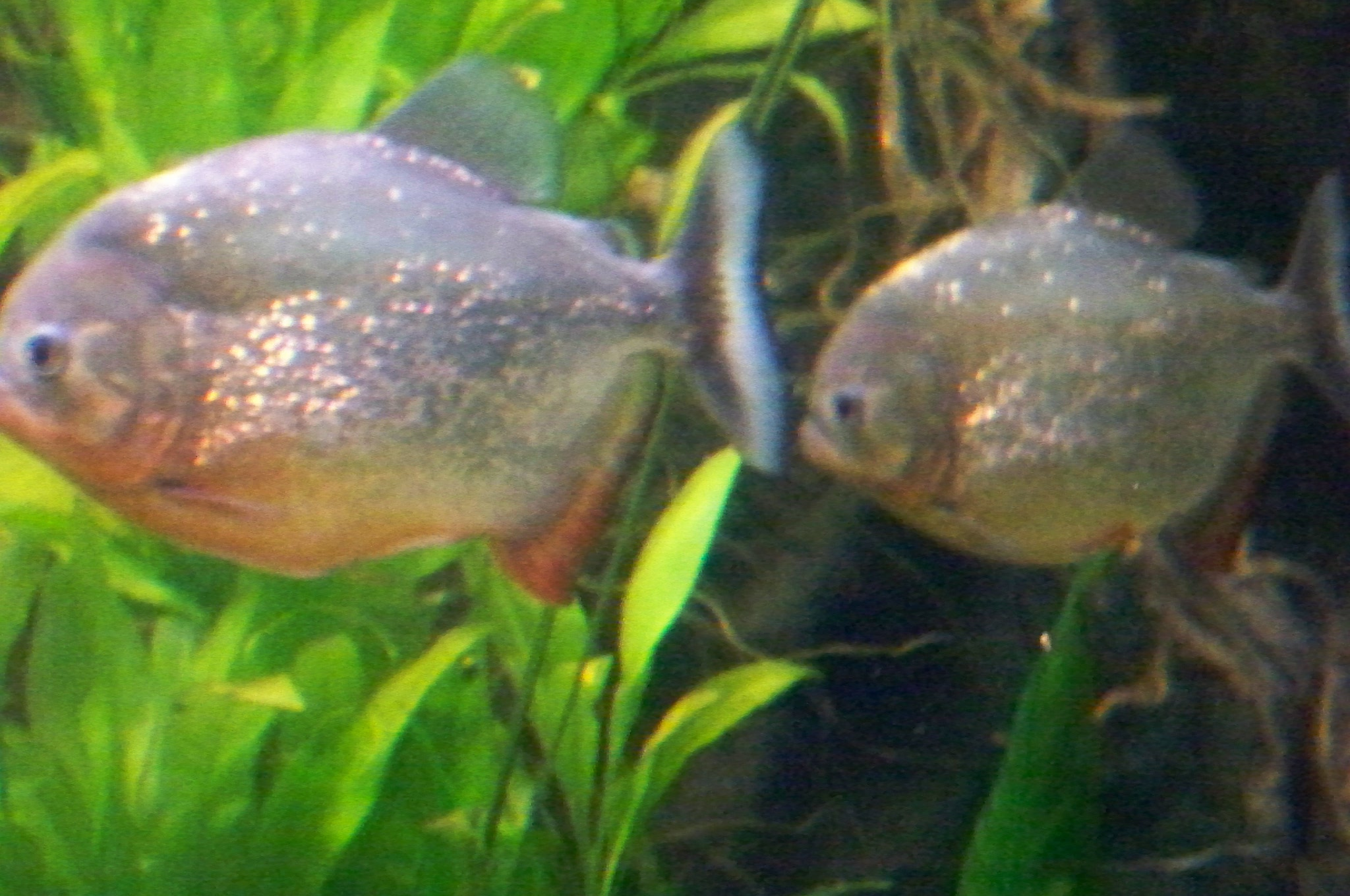
Пираньи
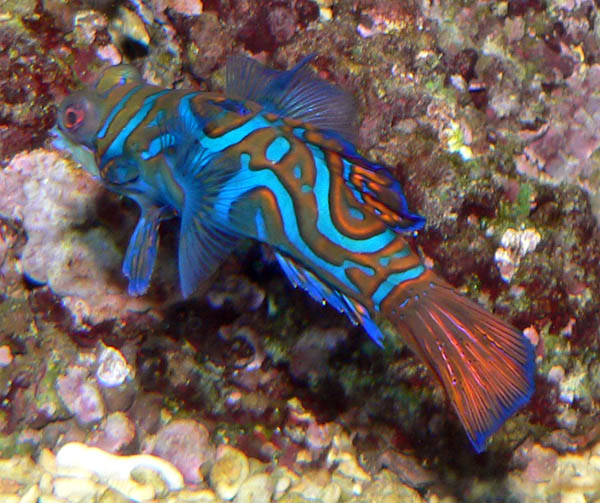
Synchiropus splendidus
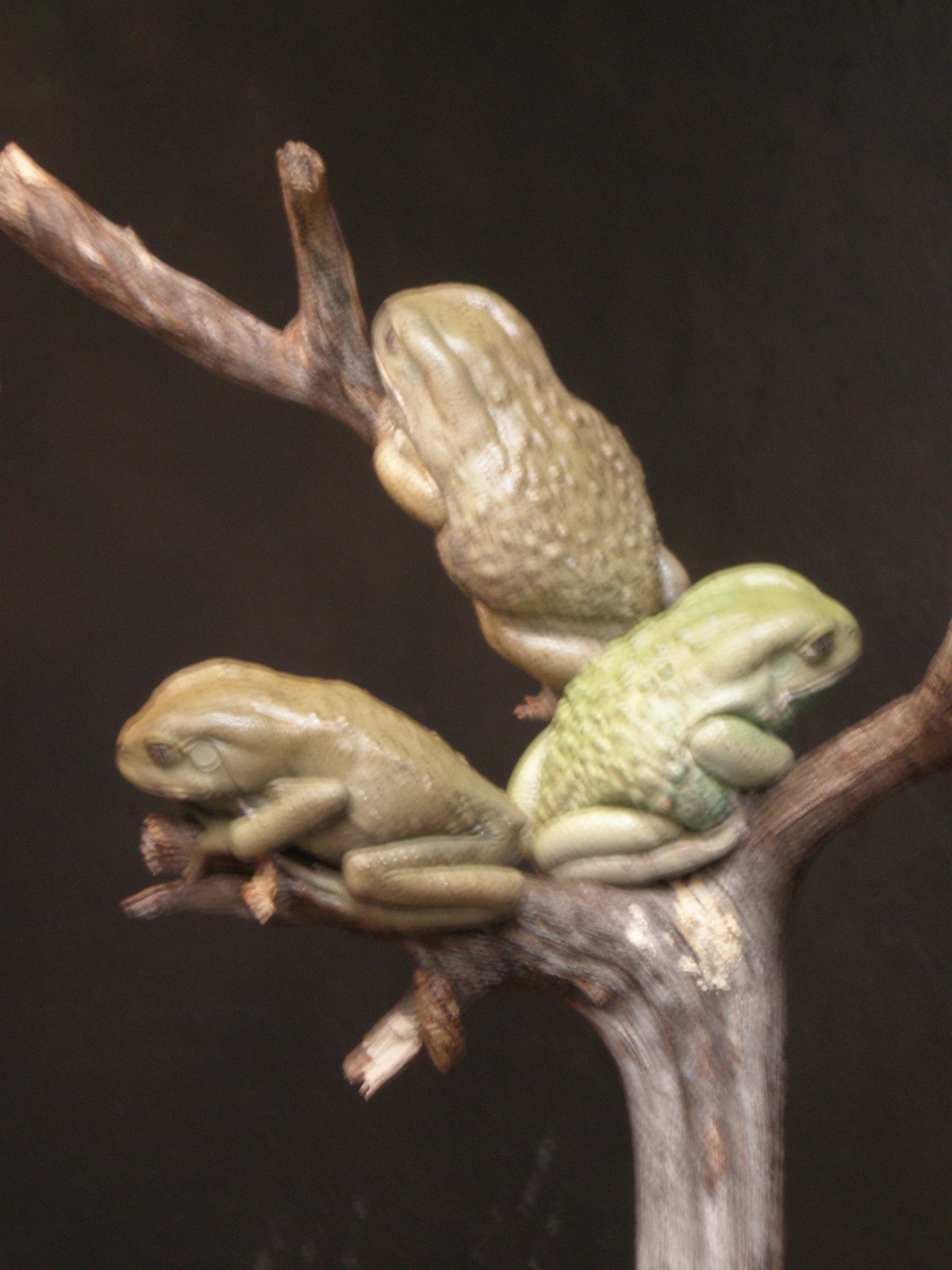
Чакская филломедуза
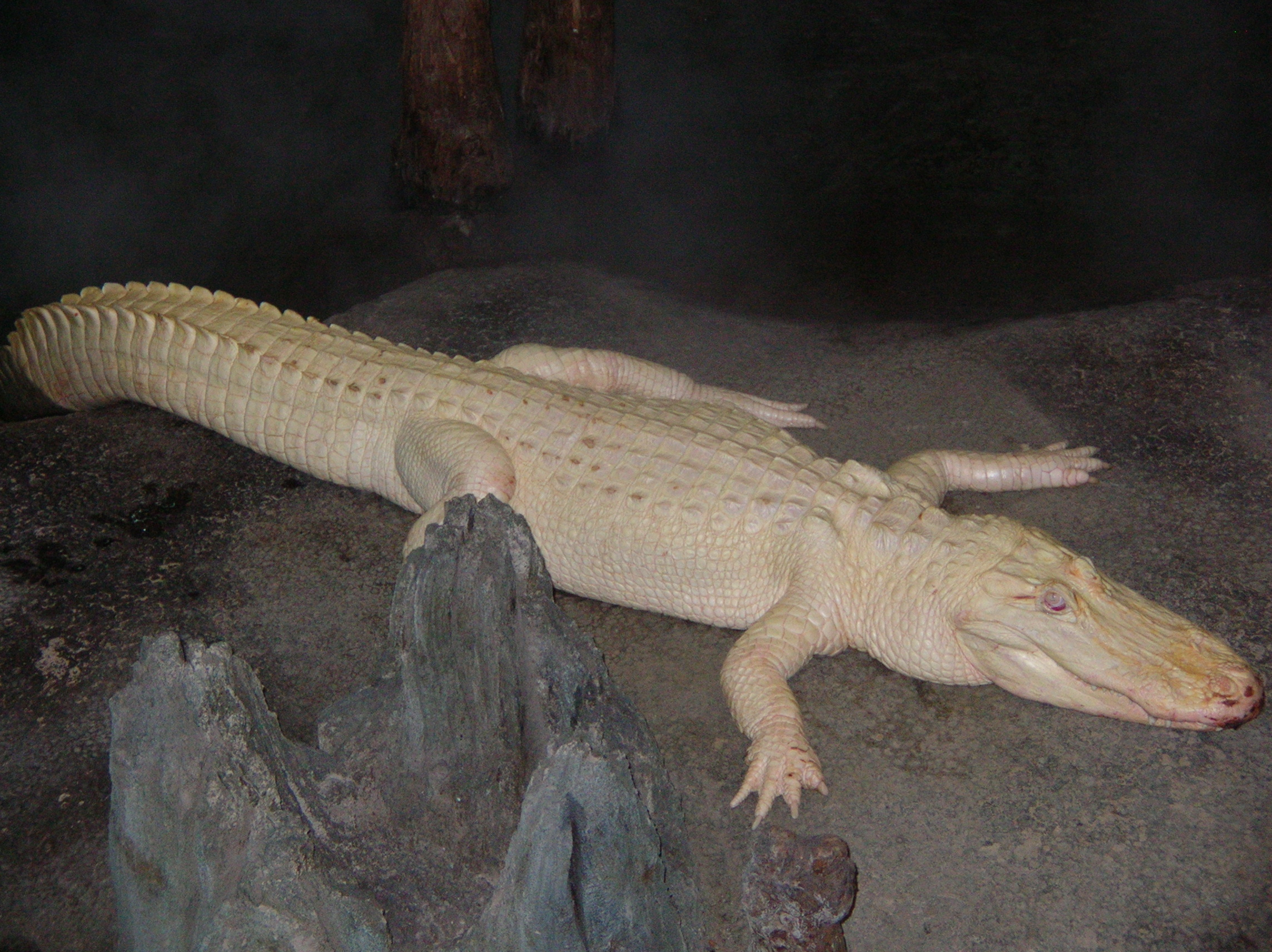
Аллигатор
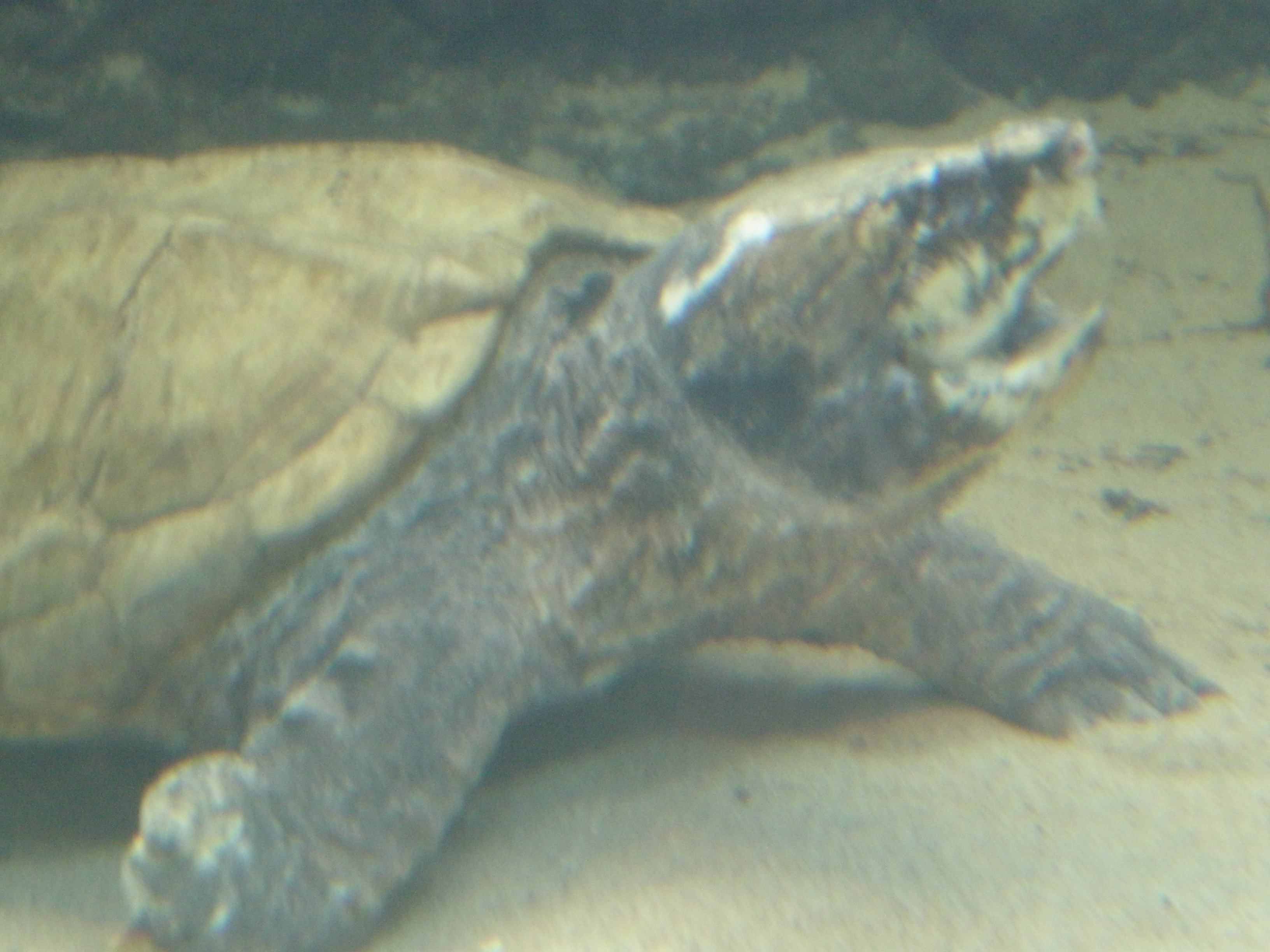
Черепаха